# فرسنو دل ریو
فرسنو دل ریو (به اسپانیایی: Fresno del Río) یک شهرستان در اسپانیا است که در استان پالنسیا واقع شده‌است.

## خصوصیات
فرسنو دل ریو ۴۳ کیلومترمربع مساحت و ۱۹۰ نفر جمعیت دارد.